# هاري بود
هاري بود هو سياسي أسترالي، ولد في 18 فبراير 1900 في مورويلومباه ‏ في أستراليا، وتوفي في 8 مارس 1979 في Mosman, New South Wales ‏ في أستراليا. نشط حزبياً في الحزب الوطني الأسترالي. وقد انتخب رئيس المجلس التشريعي لنيوساوث ويلز ‏ (9 أغسطس 1966 – 5 نوفمبر 1978) وانتخب عضو المجلس التشريعي لنيوساوث ويلز ‏ (23 أبريل 1946 – 5 نوفمبر 1978).